# Krasimir Balakov
Krasimir Genchev Balakov (en bulgare : Красимир Генчев Балъков), né le 29 mars 1966 à Veliko Tarnovo (Bulgarie), est un footballeur bulgare, qui évoluait au poste de Milieu de terrain au VfB Stuttgart et en équipe de Bulgarie. Après sa carrière sportive, il devient entraîneur.
Balakov a marqué seize buts lors de ses quatre-vingt-douze sélections avec l'équipe de Bulgarie entre 1988 et 2003. Il participe aux Coupe du monde 1994 et 1998 ainsi qu'au championnat d'Europe 1996.

## Carrière de joueur

### Palmarès

#### En équipe nationale
- 96 sélections et 12 buts avec l'équipe de Bulgarie entre 1988 et 2003.
- Quatrième de la Coupe du monde 1994.
- Participe au premier tour de la Coupe du monde 1998.
- Participe au premier tour du championnat d'Europe 1996.

#### Avec le Sporting Portugal
- Vainqueur de la Coupe du Portugal en 1995.

#### Avec le VfB Stuttgart
- Vainqueur de la Coupe d'Allemagne en 1997.
- Vainqueur de la Coupe Intertoto en 2000 et 2002.
- Finaliste de la Coupe des coupes en 1998.
- Vice-Champion d'Allemagne en 2003.